# 낫발이목
낫발이는 낫발이목에 속하는 육각류 절지동물의 총칭이다. 원미목 또는 중다맹이목으로도 불린다. 낫발이는 몸길이 0.5-2mm 정도의 매우 작은 흰색 육각류로서, 입틀은 바늘 모양이다. 촉각이나 눈이 없으며, 주로 썩은 물질이 많은 땅 속에서 산다. 두루마기낫발이와 갑옷낫발이 등을 포함하여 약 800종을 포함하고 있다.

## 하위 분류
- 낫발이아목 (Acerentomata)
  - Hesperentomidae
  - Protentomidae
  - 낫발이과 (Acerentomidae)
- 옛낫발이아목 (Eosentomata)
  - Antelientomidae
  - 옛낫발이과 (Eosentomidae)
- 검은낫발이아목 (Sinentomata)
  - Fujientomidae
  - 검은낫발이과 (Sinentomidae)